# Maurice Orban
Paul Marie Joseph Maurice Orban, né le 4 février 1889 à Virton et mort le 21 mai 1977 à Saint-Nicolas, est un homme politique belge, membre du Parti social-chrétien, puis du Parti de la liberté et du progrès. Il est ministre de l'Agriculture de 1947 à 1950, dans plusieurs gouvernements.

## Biographie
Maurice Orban étudie les sciences humaines au Collège de Termonde et a obtient son doctorat en droit à l'Université catholique de Louvain en 1911. Il s'inscrit comme avocat au barreau de Termonde, où il est président de 1930 à 1932, de 1942 à 1944 et de 1960 à 1962. En 1925, il devient maître de conférences en droit civil et constitutionnel à l'école de commerce de la Faculté de droit de l'Université de Gand, où il est professeur de 1932 à 1958. Pendant la Seconde Guerre mondiale, il est suspendu par les forces d'occupation allemandes.
En 1919, il est l'un des premiers membres de la direction de la Katholieke Vlaamsche Landsbond. Il partage les idées flamandes de Frans Van Cauwelaert et reste fidèle à la Belgique. En tant que président du barreau de Termonde, il se bat avec succès en 1931-1932 pour la néerlandisation du tribunal de commerce de Saint-Nicolas .
De 1932 à 1965, il participe à la vie politique pour le Parti catholique puis pour le Parti social-chrétien (encore unitaire) en tant qu'élu provincial pour la Flandre orientale Sénat. Il est secrétaire du Sénat et également devenu membre du Conseil consultatif interparlementaire du Benelux. Au début de sa carrière de sénateur, il est membre du Groupe sénatorial catholique flamand, dont il est le secrétaire. Après la Seconde Guerre mondiale, il travaille comme député pour atténuer la répression envers les collaborateurs, et a été un fervent partisan de Léopold III pendant la Question royale. 
De mars 1947 à août 1950, il est ministre de l'Agriculture dans les gouvernements Spaak III et IV, Eyskens I et Duvieusart.
Dans les années 1960, il s'oppose au transfert de Comines et Mouscron en Wallonie. En 1965, Maurice Orban passe au Parti de la liberté et du progrès (libéral) et, en 1968, il s'oppose à la scission de l'Université catholique de Louvain.